# Urżum
Urżum – miasto w Rosji, w obwodzie kirowskim. W 2010 roku liczyło 10 213 mieszkańców.